# Tugonia decurtata
Tugonia decurtata is een tweekleppigensoort uit de familie van de Myidae. De wetenschappelijke naam van de soort is voor het eerst geldig gepubliceerd in 1851 door A. Adams.